# Neonoen
A NeonoeN (2012 és 2023 között Neon) egy montenegrói együttes, melyet Marko Vukčević, Ilija Pejović, Filip Vulanović és Milan Vujović alkotnak. Ők képviselték volna Montenegrót a 2025-ös Eurovíziós Dalfesztiválon Bázelben a Clickbait című dalukkal, azonban 2024. december 4-én úgy döntöttek, hogy visszalépnek a megmérettetéstől.

## Történet
2012 elején Podgoricában, Marko Vukčević, énekes és Ilija Pejović, gitáros alapította meg Neon néven az együttest. Több zenész távozása után a felállás végleges lett Filip Vulanović, basszusgitáros és Milan Vujović, dobos csatlakozásával.
A 2012 óta tartó közös zenélés ellenére a Neon csak 2018-ban kiadta debütáló kislemezét, a Ti i ja solo-t, melyet követően elkezdtek saját dalokat írni. Ugyanebben az évben az RTCG Obrati pažnju zenei műsorának vendégei voltak, ahol olyan híres dalok feldolgozásait adták elő, mint a The Black Keystől a Lonely Boyt, a Perpertől Za laku noćt és a Još ne sviće rujna zora című száma montenegrói patrióta dalt. 2022-ben együttműködtek Ivan Dečakkal, a horvát Vatra együttes frontemberével a Daleko odavde című dalban.
2023-ban, az együttes fennállásának tizedik évfordulója alkalmából a Neon úgy döntött, hogy Neonoenre változtatja a nevét, hogy elkerülje a más nemzeti és nemzetközi együttesekkel való összetévesztést. Ezt a változást két kiadatlan kislemez elkészítése kísérte, melyeket a Zabjelo Kulturális Fesztiválon mutattak be. A Dok ne udahnem te című dal megjelenésével a zenekar bejelentette, hogy dolgoznak az első albumukon, ami a tervek szerint 2024-ben jelenik meg.
2024-ben a zenekar részt vett a montenegrói eurovíziós előválogatóban, a Montesong 2024-ben a Clickbait című dalukkal. Mind a szakmai zsűrinél és a közönségszavazáson is a második helyen végeztek, azonban összesítésben ők szerezték a legtöbb pontot, és a verseny végén őket hirdették ki a győztesnek. Eredetileg az együttes képviselte volna az országot a következő évi, 2025-ös Eurovíziós Dalfesztiválon, azonban 2024. december 4-én úgy döntöttek, hogy visszalépnek a megmérettetéstől.

## Tagok
- Marko Vukčević – ének
- Ilija Pejović – gitár
- Filip Vulanović – basszusgitár
- Milan Vujović – dob

## Diszkográfia

### Kislemezek
- 2018 – Ti i ja
- 2018 – Tattoo
- 2019 – Mit
- 2022 – Daleko odavde (Ivan Dečakkal közösen)
- 2023 – Dok ne udahnem te
- 2023 – Dječak sa vjetrom u kosi
- 2024 – Clickbait

## Fordítás
- Ez a szócikk részben vagy egészben  a   Neonoen című angol Wikipédia-szócikk fordításán alapul.  Az eredeti cikk szerkesztőit annak laptörténete sorolja fel. Ez a jelzés csupán a megfogalmazás eredetét és a szerzői jogokat jelzi, nem szolgál a cikkben szereplő információk forrásmegjelöléseként.